# Lovreć
Lovreć è un comune della Regione spalatino-dalmata in Croazia. Al 2001 possedeva una popolazione di 2.500 abitanti.

## Località
Il comune di Lovreć è suddiviso in 5 frazioni (naselja):
- Dobrinče
- Lovreć
- Medovdolac
- Opanci (Opana[2])
- Studenci (Studenze[3])